# Aneuria bipunctata
Aneuria bipunctata är en tvåvingeart som beskrevs av Malloch 1930. Aneuria bipunctata ingår i släktet Aneuria och familjen myllflugor. Inga underarter finns listade i Catalogue of Life.